# Jocurile Olimpice de vară din 1960
A XVII-a ediție a Jocurilor Olimpice s-a desfășurat la Roma în perioada 25 august - 11 septembrie 1960. Roma a fost desemnată organizatoarea Jocurilor Olimpice de vară din 1908, dar după erupția Vezuviului din 1906 această onoare a revenit Londrei. În 1955, Roma a obținut dreptul de a organiza jocurile olimpice în detrimentul orașelor: Lausanne, Detroit, Budapesta, Bruxelles, Mexico și Tokyo. Ceremonia a fost deschisă de președintele Italiei, Giovanni Gronchi.
Pentru prima oară, competiția a fost transmisă în direct sau înregistrat de peste 100 de canale de televiziune din întreaga lume.
Au participat 83 de țări și 5.348 de sportivi.

## Sporturi olimpice
| - Atletism - Baschet - Box - Caiac canoe - Canotaj | - Ciclism - Echitație - Fotbal - Gimnastică - Haltere | - Hochei pe iarbă - Lupte - Natație - Navigație - Pentatlon modern | - Polo pe apă - Sărituri în apă - Scrimă - Tir |

## Evenimente marcante
- Au căzut 73 de recorduri olimpice și 31 mondiale.
- Reprezentativa feminină de gimnastică a URSS a câștigat 15 din 16 medalii posibile
- Abebe Bikila din Etiopia a câștigat maratonul și a devenit primul negru african campion olimpic.
- Echipa japoneză masculină de gimnastică a câștigat prima din cele cinci medalii de aur succesive; ultima din această serie a fost câștigată la Montreal 1976.
- Ciclistul danez Knud Jensen s-a prăbușit în timpul cursei sub influența amfetaminelor și mai târziu a murit la spital. A fost pentru a doua oară când un atlet a decedat într-o competiție olimpică, după decesul portughezului Francisco Lazaro în timpul maratonului la Olimpiada din 1912.
- Iolanda Balaș, „La grande bionda”, a sărit pe rând 1,77, 1,81 și 1,85 din a treia încercare, devenind prima campioană olimpică a atletismului românesc.

## Clasamentul pe medalii
(Țara gazdă apare cu aldine.)
| Jocurile Olimpice 1960 |                          |     |        |       |       |
| Poz.                   | Țară                     | Aur | Argint | Bronz | Total |
| 1                      | URSS                     | 43  | 29     | 31    | 103   |
| 2                      | Statele Unite            | 34  | 21     | 16    | 71    |
| 3                      | Italia                   | 13  | 10     | 13    | 36    |
| 4                      | Echipa Unită a Germaniei | 12  | 19     | 11    | 42    |
| 5                      | Australia                | 8   | 8      | 6     | 22    |
| 6                      | Turcia                   | 7   | 2      | 0     | 9     |
| 7                      | Ungaria                  | 6   | 8      | 7     | 21    |
| 8                      | Japonia                  | 4   | 7      | 7     | 18    |
| 9                      | Polonia                  | 4   | 6      | 11    | 21    |
| 10                     | Cehoslovacia             | 3   | 2      | 3     | 8     |

## România la JO 1960
|         | Gold | Silver | Bronze | Total |
| ------- | ---- | ------ | ------ | ----- |
| România | 3    | 1      | 6      | 10    |

România a obținut locul 11 în clasamentul pe medalii
România a participat cu 109 sportivi. La a doua participare olimpică, echipa de polo a României a obținut locul cinci.